# Hugo Larsson (fotbollsspelare)
Hugo Emanuel Larsson, född 27 juni 2004, är en svensk fotbollsspelare som spelar för Eintracht Frankfurt i Bundesliga. Han har även representerat Sverige på landslagsnivå.

## Karriär
Larsson började spela fotboll i SoGK Charlo från Svarte, där han också växte upp, och spelade som ung även för Ystads IF innan han som 12-åring gick till Malmö FF. Larsson tävlingsdebuterade för A-laget den 20 februari 2022 i en 5–1-vinst över Gais i Svenska cupen, där han blev inbytt i den 75:e minuten mot Erdal Rakip. Den 4 mars 2022 skrev Larsson på sitt första A-lagskontrakt med Malmö FF; ett treårskontrakt (till och med 2024). Den 11 april 2022 gjorde Larsson allsvensk debut i en 1–1-match mot IF Elfsborg, där han blev inbytt i halvlek mot Adi Nalic.
Den 6 juli 2022 förlängdes kontraktet med Malmö FF från 2024 till 31 december 2026.
Måndagen den 29 maj 2023 annonserades det att Larsson skrivit på för den tyska klubben Eintracht Frankfurt, som blev sjua i Bundesliga 2022-23 som avslutades någon dag tidigare. Övergångsdatumet sattes till 1 juli 2023 med ett kontrakt som sträcker sig till 2028 med den tyska klubben. Tröjnumret 16 tilldelades. Varken Malmö FF eller Eintracht Frankfurt preciserade transfersumman men Malmö FF meddelade dock att ett nytt allsvenskt transferrekord noterades. Olika övergångssummor nämndes i olika medier. Svenska Aftonbladet hävdade 132 miljoner kronor (11,5 miljoner euro) medan tyska Sport1 dementerade uppgiften och påstod 8 miljoner euro (motsvarande 93 miljoner kronor). Tyska Kicker dementerade uppgifterna och bekräftade övergångssumman på 87 miljoner kronor (7,5 miljoner euro).

## Meriter
Malmö FF
- Svensk cupvinnare: 2022
- Svensk mästare: 2023
- Årets nykomling i Allsvenskan 2022